# Arbostola heuritica
Arbostola heuritica là một loài bướm đêm trong họ Noctuidae.